# Maria Fajger
Maria Bożena Fajger z domu Rajzer (ur. 21 listopada 1963 w Dusznikach-Zdroju) – polska inżynier, samorządowiec i urzędniczka państwowa, w latach 2016–2017 i 2019–2023 wiceprezes Agencji Restrukturyzacji i Modernizacji Rolnictwa, w latach 2017–2019 prezes  tej instytucji.

## Życiorys
Absolwentka inżynierii rolnictwa na Akademii Rolniczej w Krakowie. Kierowała działem ekologii i ochrony środowiska w Podkarpackim Ośrodku Doradztwa Rolniczego, gdzie była też wicedyrektorką. Pozostawała zatrudniona jako dyrektorka i zastępczyni dyrektora w Departamencie Wspierania Przedsiębiorczości i Departamencie Organizacyjno-Prawnym Urzędu Marszałkowskiego Województwa Podkarpackiego. Była doradczynią ministra rolnictwa i rozwoju wsi oraz wojewody podkarpackiego. Od 2006 do 2007 kierowała Podkarpackim Oddziałem Regionalnym ARiMR w Rzeszowie; z tej funkcji miała być zwolniona wskutek odmówienia zatrudnienia osób wskazanych imiennie przez posłankę Samoobrony Marię Zbyrowską. 
W styczniu 2016 została wiceprezesem ARiMR, nadzorując pracę departamentów: Działań Inwestycyjnych, Oceny Projektów Inwestycyjnych oraz Działań Delegowanych. 1 sierpnia 2017 powołana na stanowisko pełniącej obowiązki prezesa Agencji Restrukturyzacji i Modernizacji Rolnictwa. 1 listopada tego samego roku została pełnoprawnym prezesem tej instytucji. Odwołana ze stanowiska 28 sierpnia 2019. 20 listopada tego samego roku powołana na stanowisko wiceprezesa ARiMR. We wrześniu 2023 została odwołana z tego stanowiska w związku z przejściem na emeryturę. 
W 2024 weszła w skład Obywatelskiego Komitetu Poparcia Kandydata na Urząd Prezydenta RP dr. Karola Nawrockiego, a w styczniu 2025 została koordynatorem utworzonego w ramach tego komitetu zespołu ds. rolnictwa.
W wyborach samorządowych w 2018 z listy Prawa i Sprawiedliwości uzyskała mandat radnej Sejmiku Województwa Podkarpackiego VI kadencji. W wyborach w 2024 bezskutecznie ubiegała się o reelekcję.

## Życie prywatne
Mężatka, ma trójkę dzieci.